# Conizonia bodoani
Conizonia bodoani là một loài bọ cánh cứng trong họ Cerambycidae.